# Suvaja (Varvarin)
Suvaja (em cirílico: Суваја) é uma vila da Sérvia localizada no município de Varvarin, pertencente ao distrito de Rasina, na região de Šumadija, Temnić. A sua população era de 99 habitantes segundo o censo de 2011.

## Demografia
| 1948 | 1953 | 1961 | 1971 | 1981 | 1991 | 2002 | 2011 |
| ---- | ---- | ---- | ---- | ---- | ---- | ---- | ---- |
| 450  | 331  | 606  | 800  | 1033 | 495  | 149  | 99   |